# Temporada 1996-97 da PSL
A Premier Soccer League 1996-1997 ou conhecida como 1996-97 Castle Premiership foi a 1º edição da Premier Soccer League, principal competição de futebol da África do Sul. A liga teve a participação de 18 clubes.
A liga teve a idealização dos futebolistas: Irvin Khoza, Kaizer Motaung, Raymond Hack e Jomo Sono em conjunto com a Federação Sul-Africana de futebol, para ocorrer paralelamente com o calendário do futebol europeu. 
A liga foi importante em trazer profissionalização, gestão e organização ao futebol sul-africano em um momento que o presidente da nação era Nelson Mandela.
O Manning Rangers foi o campeão inaugural, com os rivais Kaizer Chiefs e Orlando Pirates segundo e terceiro respectivamente. 

## Classificação
| Pos | Time                           | Pld | V  | E  | D  | GM | GS | SG  | Pts | Notas                              |
| --- | ------------------------------ | --- | -- | -- | -- | -- | -- | --- | --- | ---------------------------------- |
| 1   | Manning Rangers (C)            | 34  | 23 | 5  | 6  | 53 | 28 | +25 | 74  | CAF Champions League1              |
| 2   | Kaizer Chiefs                  | 34  | 18 | 12 | 4  | 56 | 23 | +33 | 66  | Recopa Africana2                   |
| 3   | Orlando Pirates                | 34  | 18 | 10 | 6  | 43 | 27 | +16 | 64  |                                    |
| 4   | Bush Bucks                     | 34  | 16 | 9  | 9  | 45 | 29 | +16 | 57  |                                    |
| 5   | Hellenic                       | 34  | 16 | 7  | 11 | 46 | 31 | +15 | 56  |                                    |
| 6   | Mamelodi Sundowns              | 34  | 13 | 11 | 10 | 35 | 30 | +5  | 50  | Recopa Africana1 & 2               |
| 7   | Jomo Cosmos                    | 34  | 11 | 16 | 7  | 32 | 27 | +5  | 49  |                                    |
| 8   | Cape Town Spurs                | 34  | 14 | 6  | 14 | 40 | 45 | -5  | 48  |                                    |
| 9   | SuperSport United              | 34  | 10 | 16 | 8  | 40 | 35 | +5  | 46  |                                    |
| 10  | Bloemfontein Celtic            | 34  | 13 | 5  | 16 | 38 | 39 | -1  | 44  |                                    |
| 11  | Moroka Swallows                | 34  | 11 | 10 | 13 | 33 | 35 | -2  | 43  |                                    |
| 12  | Bidvest Wits                   | 34  | 11 | 8  | 15 | 27 | 31 | -4  | 41  |                                    |
| 13  | Free State Stars F.C.          | 34  | 10 | 8  | 16 | 39 | 49 | -10 | 38  |                                    |
| 14  | AmaZulu                        | 34  | 9  | 10 | 15 | 34 | 46 | -12 | 37  |                                    |
| 15  | Vaal Professionals             | 34  | 10 | 6  | 18 | 38 | 49 | -11 | 36  |                                    |
| 16  | Real Rovers                    | 34  | 8  | 12 | 14 | 35 | 46 | -11 | 36  |                                    |
| 17  | Michau Warriors (R)            | 34  | 10 | 5  | 19 | 32 | 50 | -18 | 35  | relegado a National First Division |
| 18  | Mpumalanga Black Aces F.C. (R) | 34  | 4  | 7  | 23 | 26 | 72 | -46 | 19  | relegado a National First Division |